# Anne Osborn Krueger
Anne Osborn Krueger (Endicott, Nueva York, 12 de febrero de 1934) es una economista estadounidense. Fue la economista en jefe del Banco Mundial entre 1982 y 1986.

## Publicaciones Seleccionadas
- The Political  Economy of Rent-Seeking Society" (1974)
- Las políticas económicas, financieras y fiscales de la reforma de la India (2003, con Sajjid Z. Chinoy);
- Reforma Macroeconómica de América Latina: La Segunda Etapa (2003, con José Antonio Gonzales, Vittorio Corbo, and Aaron Tornell);
- La reforma económica política y la economía india (2003);
- Un nuevo enfoque de la reestructuración de la deuda soberana (2002);
- Reforma Política Económica: La Segunda Etapa (2000);
- La OMC como una organización internacional (2000).